# Csenyéte
Csenyéte é um município da Hungria, situado no condado de Borsod-Abaúj-Zemplén. Tem 9,97 km² de área e sua população em 2015 foi estimada em 442 habitantes.